# Chrysoula Zacharopoulou

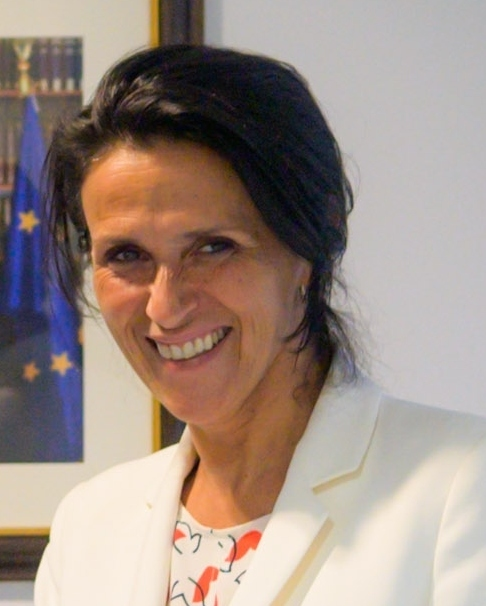
Chrysoula Zacharopoulou (2022)

Chrysoula Zacharopoulou (griechisch Χρυσούλα Ζαχαροπούλου; * am 7. Mai 1976 in Sparta, Griechenland) ist eine griechisch-französische Gynäkologin und Politikerin (LREM). Von Mai 2019 bis Mai 2022 war sie Mitglied des Europäischen Parlaments.

## Beruf und Politik
Zacharopoulou ist Fachärztin für Frauenheilkunde und Geburtshilfe. In Italien und Frankreich spezialisierte sie sich auf Endometriose. Sie lebt seit 2007 in Frankreich und arbeitete bis 2019 im Militärlehrkrankenhaus Bégin in Saint-Mandé bei Paris.
Bei der Europawahl 2019 (Neunte Wahlperiode) trat Zacharopoulou als Kandidatin der Liste Renaissance an, die von LREM, MoDem, kleineren Parteien sowie parteilosen Kandidaten der pro-europäischen Mitte gebildet wurde. Knapp hinter dem rechtsextremen Rassemblement National kam Renaissance mit 22,4 Prozent der Stimmen auf den zweiten Platz.
Im Europäischen Parlament gehört Zacharopoulou der liberalen Fraktion Renew Europe an. Sie ist stellvertretende Vorsitzende des Ausschusses für Entwicklung und der Delegation in der paritätischen parlamentarischen Versammlung AKP-EU. Sie ist Mitglied im Ausschuss für die Rechte der Frau und die Gleichstellung der Geschlechter sowie stellvertretendes Mitglied im Ausschuss für Umweltfragen, öffentliche Gesundheit und Lebensmittelsicherheit und der Delegationen im Gemischten Parlamentarischen Ausschuss Europäische Union-Chile, für die Beziehungen zum Panafrikanischen Parlament und in der Parlamentarischen Versammlung Europa-Lateinamerika.
Daneben ist Zacharopoulou Mitglied der fraktionsübergreifenden „Intergruppen“ des Europäischen Parlaments für LGBT-Rechte, für Menschen mit Behinderungen sowie für Tierschutz und Tierwohl.
2020 arbeitete Zacharopoulou wegen der COVID-19-Pandemie zwei Tage pro Woche in der Triageeinheit eines französischen Lazaretts.
Am 11. Januar 2022 überreichte Chrysoula Zacharopoulou dem französischen Präsidenten Emmanuel Macron einen Bericht zur Verbesserung der Diagnose und Anerkennung von Endometriose.
Am 20. Mai 2022 wurde sie zur Staatssekretärin für Entwicklung, Frankophonie und internationale Partnerschaften bei der Ministerin für Europa und auswärtige Angelegenheiten, Catherine Colonna, im Kabinett Borne ernannt. Im Zuge dessen legte sie ihr Mandat im Europaparlament nieder. Für sie rückte Max Orville ins Europaparlament nach. Sie amtierte bis zum 5. September 2024.

### Vorwurf der sexuellen Übergriffigkeit
Am 22. Juni 2022 berichtete das Magazin Marianne, dass am 27. Mai gegen Zacharopoulou auf Grund der Anzeigen zweier ehemaliger Patientinnen (vom 25. Mai und vom 16. Juni) von den zuständigen Pariser Behörden ein Ermittlungsverfahren wegen Vergewaltigung und/oder gynäkologischer Gewalt eröffnet wurde. Am 23. Juni erhob eine weitere ehemalige Patientin Klage wegen gynäkologischer Gewalt. Über eine Stellungnahme ihres Anwalts wies Chrysoula Zacharopoulou alle Anschuldigungen zurück. Die fraglichen Vergehen sollen während Zacharopoulous fachärztlicher Tätigkeit am Endometriose-Zentrum des Hôpital Tenon im 20. Pariser Arrondissement stattgefunden haben. Ihr damaliger Chefarzt Émile Daraï wird selbst von 28 ehemaligen Patientinnen der Vergewaltigung und/oder gynäkologischen Gewalt beschuldigt.

## Auszeichnungen
- Ritterin des Ordre national du Mérite, 2017[8]
- Prix de la femme politique d’influence, 2021[9]